# Haplochrois
Haplochrois é um gênero de traça pertencente à família Agonoxenidae.